# لینه یانسونه
لینه یانسونه (لتونیایی: Liene Jansone؛ زادهٔ ۲۲ مهٔ ۱۹۸۱) بازیکن بسکتبال زن اهل لتونی بود. وی در بازی‌های المپیک تابستانی ۲۰۰۸ شرکت کرده‌است.